# Микільське (Святогірська міська громада)
Микі́льське — село Святогірської міської громади Краматорського району Донецької області, України. Населення становить 476 осіб.

## Історія
Село було засноване у другій половині XVIII століття. У 1782 році під час четвертої ревізії воно належало підпрапорнику Миколі Федоровичу Юговичу, який служив у лейб-гвардії Преображенському полку. На карті 1787 року село фігурує під назвою Павлівка — ця назва зафіксована у Слов’янському повіті Катеринославського намісництва.
За ревізією 1782 р. в селі проживало 146 чоловіків та 121 жінка, а землі належало близько 2200 десятин — 2000 зручної та 200 незручної.
Після певного часу село перейшло у власність оберпровіантмейстерки Ірини Лаврентіївни Мінченкової — тоді село стало називатися Миколаївкою. Перепис 1795 року показує значне зростання населення — тоді в селі налічувалося 348 чоловіків і 269 жінок слобідських селян, а також кілька великоросійських кріпаків.
Половина селян (понад 280 осіб) була переселена сюди «по поступці» від підпрапорщика Юговича. Другу половину склали переселенці з територій, які на той час належали Польщі — з Кам'янця-Подільського, Плесемської Корчми, сіл Убарове, Жилиниць, Білої Церкви.
Населення було етнічно та соціально різнорідним — слобідські селяни, великоросійські кріпаки, що купувалися у поміщиків з Харківського і Курського намісництв.
У 1804 році село згадується під назвою Миколаївка у «Економічних примітках» як володіння оберпровіантмейстерки Ірини Лаврентьєвої Мінченкової. Загальна площа земель села становила понад 2200 десятин, з них під поселенням — 60 десятин, ріллею — 1500 десятин, сіножатями — 250 десятин та лісом — 190 десятин. Село розташоване на рівнинній місцевості біля річки Голої Долини. У селі була панська хата з фруктовим садом, а також борошняний млин на річці, який працював навесні та восени, помоловши до 25 чвертей хліба.
У ревізькій казці 1811 року село згадується як Микільське і також належало Ірині Лаврентіївні Мінченковій. У цей час у селі проживало 318 чоловіків слобідських селян і 11 чоловіків великоросійських селян. Поруч із селом Маяки з'являється село Новогригорівка, що належить синові Ірини — колезькому асесору Григорію Ігнатовичу Мінченкову.
Після смерті Ірини Лаврентіївни у 1824 році селяни села Микільське були розділені між її шістьма дітьми. За даними ревізії 1835 року, чисельність селян, що належали різним спадкоємцям Мінченкової, становила від 48 до 73 чоловіків та від 61 до 80 жінок залежно від господаря.

## Релігія

### Вознесенська церква (село Микільське)
Вознесенська церква — кам’яна однопрестольна церква, збудована на початку XIX століття в селі Микільське (нині Донецька область, Україна). Ініціатором будівництва була Ірина Лаврентіївна Мінченкова.

#### Історія будівництва та архітектура
Церква була збудована у 1803 році на землях, виділених під храм — 1 десятина садибної та 88 десятин орної землі. Спочатку храм зводився з погано обпаленої цегли, що згодом спричинило проблеми зі збереженням будівлі. У 1850 році за власні кошти полковник Олександр Мінченков та його сестра Уляна провели капітальний ремонт: замінили фронтони й колони, а також заклали тріщини у склепіннях і стінах, не змінюючи архітектурного стилю.

#### Соціальна і церковна діяльність
За даними на 1904 рік, у церкви був недоторканий капітал у розмірі 3000 рублів. Прихожан налічувалось 1908 осіб (999 чоловіків і 909 жінок). До парафії належав також хутір Адамівка, розташований за дві версти від Микільського. При храмі діяла земська школа.
Штат церкви складався зі священика (з платнею 294 рублі) та псаломщика (98 рублів). У різні роки у причті служили такі священики, як Яків Попов (до 1880), Михайло Куніцин, Симеон Черняєв, Феодор Бєляєв та Аристарх Іоаннович Степурський (з 1903 року). Псаломщиками були Павло Макаровський, Олександр Макаровський, Димитрій Краснопільський та інші.
У 1868 році до Вознесенської церкви було перенесено святиню з Різдво-Богородицької церкви села Хрестище, що підтверджено документами Харківської єпархіальної консисторії.

#### Руйнування та сучасний стан
Вознесенська церква зазнала руйнувань у радянський період — за свідченнями місцевих краєзнавців, вона була зруйнована у 1934 році. Сьогодні на місці храму зберігся лише фундамент, збудований з червоної цегли. На фундаменті стоїть невелика лампадка, яку залишили місцеві мешканці.
Жива пам’ять про закриття і руйнування храму збереглася у свідченнях Ірини Калинниківни Дудіної, яка у дитинстві була очевидцем цих подій. Вона розповідала, що у 1930-х роках діти села під час «антицерковної» кампанії були змушені танцювати гопак навколо церкви, поки з неї знімали хрести і руйнували споруду.

#### Поховання
Біля церкви поховано Івана Клавдійовича Максимовича (помер 1892 року) — дідуся святителя Іоанна Шанхайського, чия родина походить із села Адамівка. На честь святителя у 2018 році у селі Адамівка було освячено храм та відкрито Свято-Іоанівську обитель.

#### Відродження духовності
У 2013 році будівлю колишньої школи у Микільському, що належала Міністерству освіти і була закрита, передали Святогірській Лаврі. Там почався ремонт, а один із кабінетів було переобладнано під храм на честь Володимирської ікони Пресвятої Богородиці. 29 травня 2014 року у храмі відбулося перше богослужіння.

## Транспорт
Селом проходить автошлях місцевого значення:
- С051402 Микільське — Хрестище (7,3 км; з'єднання з О0536, С051416, С051426)